# アレッシャンドリ・カカレコ
アレッシャンドリ・"カカレコ"・フェヘイラ（Alexandre "Cacareco" Ferreira、1979年1月25日 - ）は、ブラジルの男性柔術家、総合格闘家。リオデジャネイロ州出身。シュートボクセ・アカデミー所属。ルタ・リーブリ黒帯。ブラジリアン柔術黒帯。

## 来歴
2000年12月22日、リングスのKING of KINGS Bブロック1回戦で金原弘光と対戦し、チキンウィングアームロックで一本負け。
2003年5月、アブダビコンバットに出場。99kg未満級の決勝でユノラフ・エイネモに敗れ、準優勝。無差別級でも決勝でディーン・リスターに敗れ、準優勝。
2005年5月、アブダビコンバットに出場。99kg未満級は1回戦で内藤征弥、準々決勝でロバート・ドリスデール、準決勝でユノラフ・エイネモと勝ち進むも、決勝でホジャー・グレイシーに敗れ、準優勝。無差別級は1回戦でレオナルド・サントスにヒールホールドで一本勝ちしたものの、準々決勝でホナウド・ジャカレイに膝十字固めで一本負け。
2007年5月、アブダビコンバットに出場。99kg未満級、無差別級で共に第4位となった。
2008年6月15日、DREAM.4でガジエフ・アワウディンと対戦予定であったが、カカレコは「直前の来日では時差ボケが苦しい」といったことを理由に大使館に査証を取りにいかず欠場した。
2010年11月13日、UFC初参戦となったUFC 122でウラジミール・マティシェンコと対戦し、マウントパンチと肘打ちでTKO負けを喫した。

## 戦績

### 総合格闘技
| 総合格闘技 戦績 | 総合格闘技 戦績 | 総合格闘技 戦績 | 総合格闘技 戦績 | 総合格闘技 戦績 | 総合格闘技 戦績 | 総合格闘技 戦績 |
| --------------- | --------------- | --------------- | --------------- | --------------- | --------------- | --------------- |
| 24 試合         | (T)KO           | 一本            | 判定            | その他          | 引き分け        | 無効試合        |
| 18 勝           | 0               | 17              | 1               | 0               | 0               | 0               |
| 6 敗            | 2               | 2               | 1               | 1               | 0               | 0               |

| 勝敗 | 対戦相手                         | 試合結果                           | 大会名                                                                          | 開催年月日     |
| ×    | ウラジミール・マティシェンコ     | 1R 2:20 TKO（マウントパンチ）      | UFC 122: Marquardt vs. Okami                                                    | 2010年11月13日 |
| ○    | ヴァルテル・マズルキエヴィス     | 1R 1:10 チキンウィングアームロック | Jungle Fight 15                                                                 | 2009年10月17日 |
| ○    | ヴァグネル・クリオ               | 1R 0:16 ヒールホールド             | Jungle Fight 14                                                                 | 2009年9月19日  |
| ○    | ルー・ポリー                     | 1R 0:20 フロントチョーク           | IFL: Las Vegas                                                                  | 2008年2月29日  |
| ○    | ファビオ・マルドナド             | 1R 0:27 膝十字固め                 | Mo Team League: Final                                                           | 2007年11月10日 |
| ○    | ハファエウ・モンテイロ           | 1R 1:20 チキンウィングアームロック | Mo Team League 1                                                                | 2007年8月11日  |
| ○    | ブランドン・リー・ヒンクル       | 1R 0:37 ヒールホールド             | Gracie Fighting Championships: Evolution                                        | 2007年5月19日  |
| ○    | ホドリゴ・グリップ・ジ・ソウザ   | 1R 4:50 チョークスリーパー         | Floripa Fight 4                                                                 | 2007年3月10日  |
| ×    | フェリペ・アリネリ               | 5分2R終了 判定0-3                  | Super Challenge 1                                                               | 2006年10月7日  |
| ○    | マイケル・ナープ                 | 1R 3:10 腕ひしぎ十字固め           | WCFC: No Guts No Glory                                                          | 2006年3月18日  |
| ○    | ジュリオ・セザール・サンタナ     | 1R 0:52 フロントチョーク           | Jungle Fight 5                                                                  | 2005年11月26日 |
| ○    | ジョゼ・フレイタス               | 1R V1アームロック                  | Fight for Respect 1                                                             | 2005年10月15日 |
| ×    | ミケル・デ・スーザ               | 2R 3:11 チョークスリーパー         | Rei os Selvia Vale Tudo 4: King of the Jungle                                   | 2004年11月27日 |
| ×    | クリス・ムンセン                 | 2R 3:00 TKO（疲労）                | HOOKnSHOOT: Kings 1                                                             | 2001年11月17日 |
| ×    | クリストファー・ヘイズマン       | 1R 1:56 ネックロック               | リングス WORLD TITLE SERIES 【ワールドタイトル決定トーナメント ミドル級 1回戦】 | 2001年6月15日  |
| ×    | 金原弘光                         | 2R 2:45 チキンウィングアームロック | リングス KING of KINGS Bブロック 【1回戦】                                      | 2000年12月22日 |
| ○    | ケビン・クック                   | 1R 1:28 ギブアップ（パウンド）     | WEF: New Blood Conflict                                                         | 2000年8月26日  |
| ○    | モティ・ホーレンスタイン         | 1R 2:43 V1アームロック             | 2H2H 1                                                                          | 2000年3月5日   |
| ○    | シャノン・"ザ・キャノン"・リッチ | 1R 0:48 V1アームロック             | Amsterdam Absolute Championship 2                                               | 1999年11月27日 |
| ○    | ボブ・シュライバー               | 1R 2:11 チョークスリーパー         | World Vale Tudo Championship 9 【決勝】                                         | 1999年9月27日  |
| ○    | ジミー・ウエストフォール         | 1R 0:56 チョークスリーパー         | World Vale Tudo Championship 9 【1回戦】                                        | 1999年9月27日  |
| ○    | ヒース・ヒーリング               | 30分1R終了 判定2-1                 | World Vale Tudo Championship 8 【決勝】                                         | 1999年7月1日   |
| ○    | ロドニー・ファベイラス           | 1R 1:59 ギブアップ（パウンド）     | World Vale Tudo Championship 8 【準決勝】                                       | 1999年7月1日   |
| ○    | アストラヴロスラキス             | 1R 1:00 ギブアップ（パウンド）     | World Vale Tudo Championship 8 【1回戦】                                        | 1999年7月1日   |
| ×    | ティム・カタルフォ               | 1R 9:19 失格（サミング）           | IVC 4: The Battle                                                               | 1998年2月7日   |

### グラップリング
| 勝敗 | 対戦相手                 | 試合結果 | 大会名                             | 開催年月日   |
| ×    | アンドレ・ガウヴァオン   |          | ADCC 2007 【無差別級 3位決定戦】   | 2007年5月6日 |
| ×    | マルセロ・ガッシア       |          | ADCC 2007 【無差別級 準決勝】      | 2007年5月6日 |
| ○    | ターシス・フンフェリー   |          | ADCC 2007 【無差別級 準々決勝】    | 2007年5月6日 |
| ○    | ヤンネ・ピエティライネン |          | ADCC 2007 【無差別級 1回戦】       | 2007年5月6日 |
| ×    | ロバート・ドリスデール   |          | ADCC 2007 【99kg未満級 3位決定戦】 | 2007年5月6日 |
| ×    | ブラウリオ・エスティマ   |          | ADCC 2007 【99kg未満級 準決勝】    | 2007年5月6日 |
| ○    | ラデク・トゥレク         |          | ADCC 2007 【99kg未満級 準々決勝】  | 2007年5月5日 |
| ○    | Carl Bierman             |          | ADCC 2007 【99kg未満級 1回戦】     | 2007年5月5日 |

## 獲得タイトル
- World Vale Tudo Championship 8 優勝（1999年）
- World Vale Tudo Championship 9 優勝（1999年）
- コパ・ブドーカン・ジ・ルタ・リーブリ 90kg以下級 優勝（2001年）
- 第1回カンポス・サブミッションレスリング 105kg級・無差別級 優勝（2002年）
- 第2回カンポス・サブミッションレスリング 無差別級 優勝（2003年）
- 第4回アブダビコンバット 99kg未満級 3位（2001年）
- 第5回アブダビコンバット 99kg未満級 準優勝、無差別級 準優勝（2003年）
- 第6回アブダビコンバット 99kg未満級 準優勝（2005年）